# Volle planeet, lege borden
Volle planeet, lege borden. De nieuwe geopolitiek van voedselschaarste (Originele Engelse titel: Full Planet, Empty Plates. The New geopolitics of Food Security) is een boek uit 2012 van de Amerikaanse auteur Lester R. Brown.  De Nederlandse vertaling is van 2013. 
Na een halve eeuw van relatieve voedseloverschotten, die zelfs een verdubbelde wereldbevolking hebben kunnen voeden, staan we volgens Brown aan de vooravond van een grote ramp: een toenemend wereldwijd voedseltekort.  
Lester R. Brown, die opgeleid is als landbouweconoom, analyseert alles met hard cijfermateriaal. Hij beschrijft grote bezorgdheid over de uitputting van de oliereserves, maar meer nog over het opdrogen van de waterreserves. Sinds het regenwater niet meer volstond en men overgegaan is op grondwater, is bijvoorbeeld het grondwater in Peking nu al vijf keer dieper. Saoedi-Arabië teert op een grondwaterbel die tegen 2016 op zou zijn. In Gujarat in Indië daalt de watertafel zes meter per jaar; in Tamil Nadu kunnen alleen de grootste boeren zich steeds diepere waterputten veroorloven. Binnen afzienbare tijd zou daardoor de helft van de wereldbevolking in de problemen komen.  
Dit zou zich nu al uiten in snel stijgende graan- en sojaprijzen en in een zoektocht naar buitenlandse landbouwgronden, de zogenaamde land grabbing of greep naar grond. 
Volgens Brown kan het tij alleen nog gekeerd worden door snel handelen. De beschaving staat volgens hem op het spel. Brown vergelijkt de omschakeling met de drastische omslag die de Amerikaanse economie moest maken na de aanval op Pearl Harbor in 1941.  Toen werd de autoproductie stilgelegd om over te schakelen op de bouw van militair materieel. Nu moet volgens Brown onze koolstofemissie binnen de tien jaar met 80% verminderen. Een rigoureus waterbeheer ziet hij als onvermijdelijk.   